# Підлісне (Кременецький район)
Підлі́сне — село в Україні, у Кременецькій міській громаді Кременецького району Тернопільської області. Розташоване на сході району, за 8 км від районного центру. До 2020 підпорядковане Плосківській сільській раді.
До 1964 називалося Малі Фільварки.
Населення — 206 осіб (2007).

## Історія
Перша писемна згадка про село Малі Фільварки датується 1568 роком.
Про село згадано в книзі Миколи Теодоровича «Опись церквей и приходов Волинской епархии» том ІІІ, видання Почаївської Лаври, 1893 року.
1 жовтня 1933 року утворено ґміну Катербурґ Кременецького повіту і село включено до неї.
- У 1939 році в селі була встановлена радянська влада.
- У березні 1944 року село було звільнене від німецько-нацистських загарбників військами 107-ї Кременецької стрілецької дивізії.
- У 1944- 1945 роках побудовано початкову школу.
- Перші завідувачі школи: Лісна М.М., Коцюк Д., Слонь М.І.
- З 1953-1978 роки завідувачем школи був житель с. Плоске Каплун Іван Федорович
- З 1978 року Підліснянську початкову школу приєднано до Плосківської школи.
- У 1966 році в селі побудовано фельдшерсько-акушерський пункт.
- У березні 1948 року в селі було створено колгосп імені Горького
- У 1952 році його приєднано до господарства с. Плоске
- Приміщення початкової школи почали використовувати як магазин.

Магазин перестав працювати у 2018 році.
Село електрифіковано 1961 року, телефонізовано 1972, газифіковано 2004.
12 червня 2020 року, відповідно до розпорядження Кабінету Міністрів України № 724-р «Про визначення адміністративних центрів та затвердження територій територіальних громад Тернопільської області», увійшло до складу Кременецької міської громади.
19 липня 2020 року, в результаті адміністративно-територіальної реформи та ліквідації Кременецького (1940-2020) району, село увійшло до складу новоутвореного Кременецького району.

## Населення
За даними перепису населення 2001 року мовний склад населення села був таким:
| Мова       | Число осіб | Відсоток |
| ---------- | ---------- | -------- |
| українська |            | 99,55    |
| білоруська |            | 0,45     |

## Соціальна сфера
Діють ФАП.

## Постаті
- Павлюк Петро Степанович (1974—2022) — старшина Збройних сил України, учасник російсько-української війни.

## Галерея

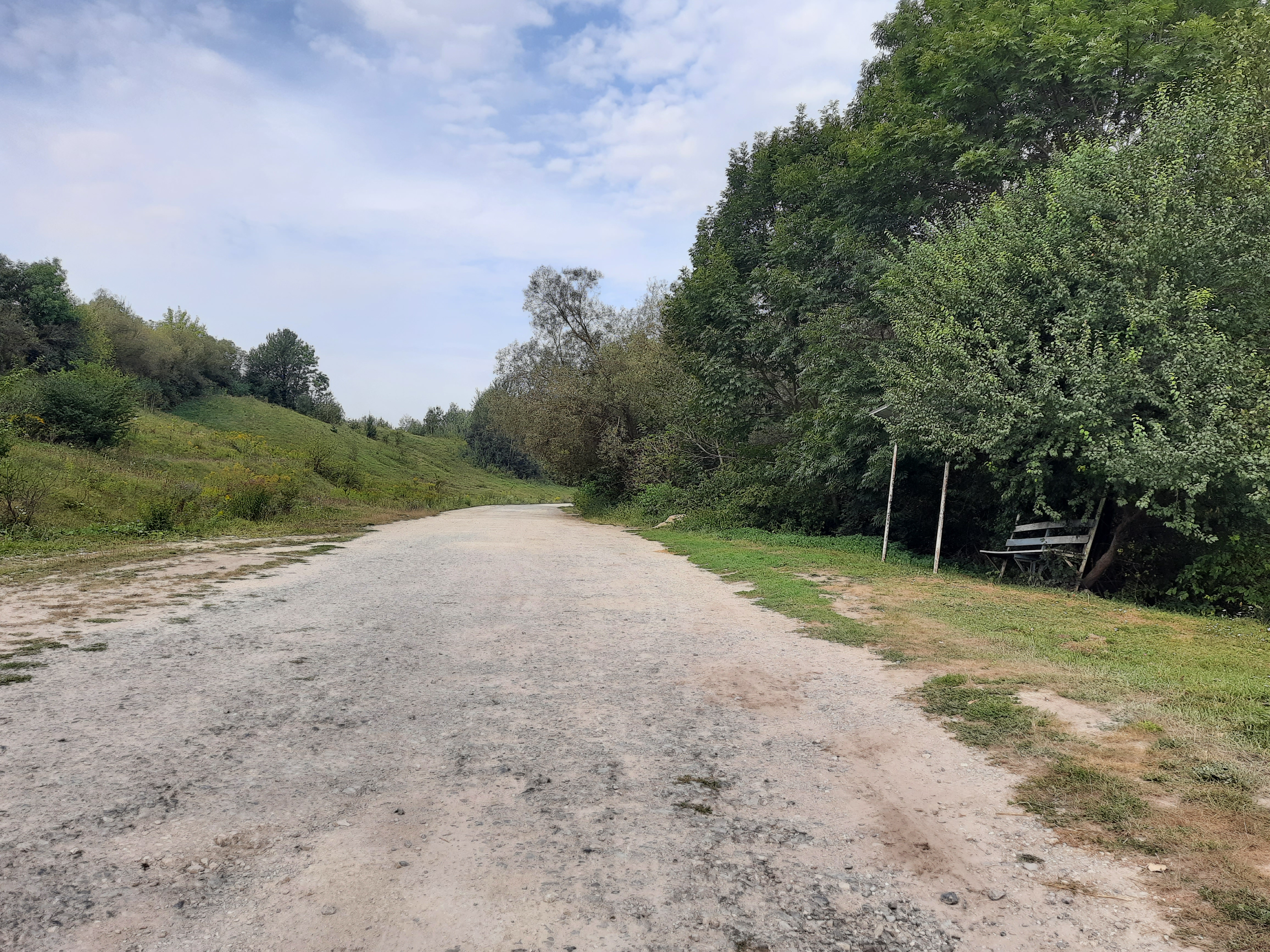
Сільська вулиця
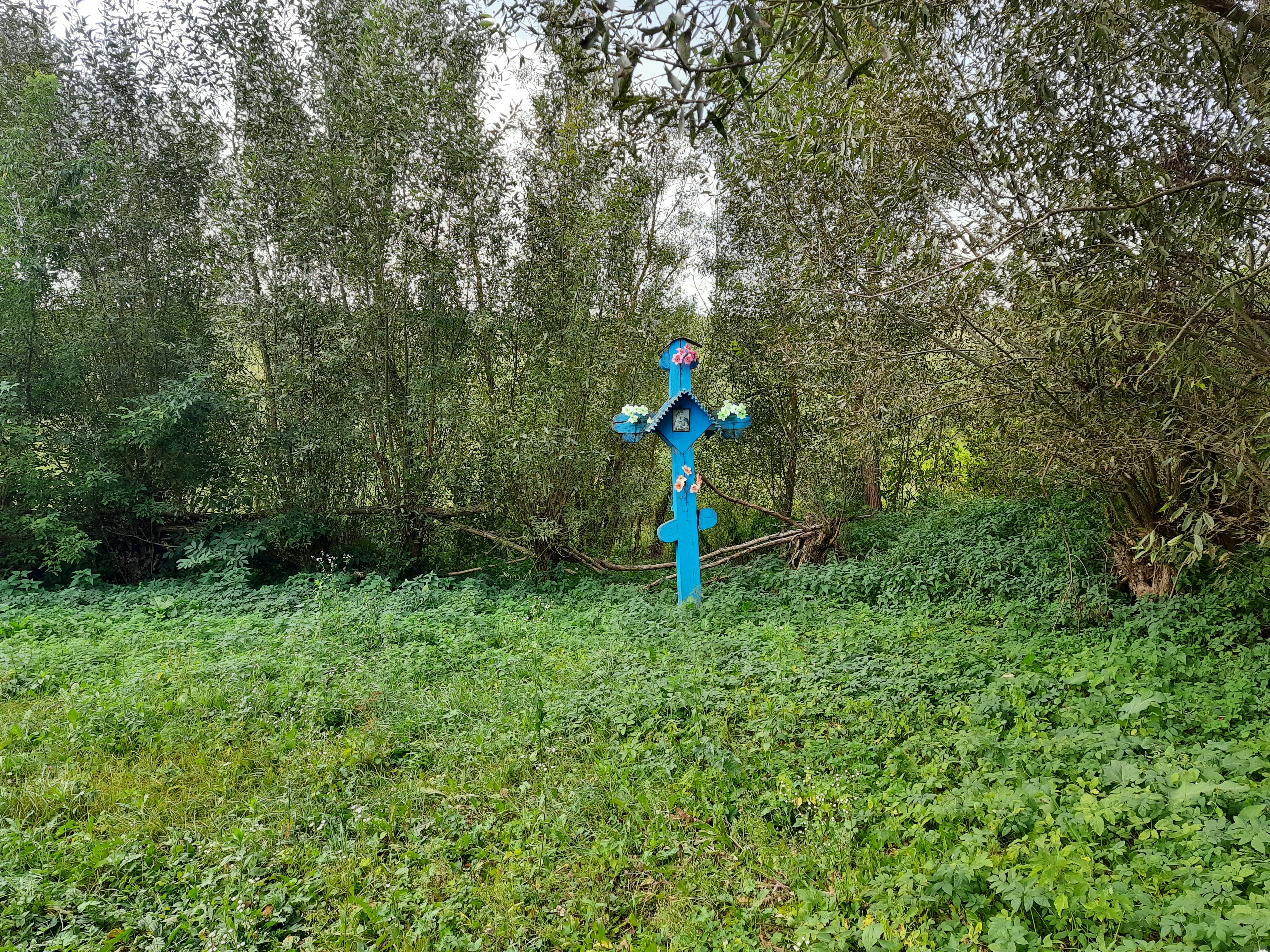
Пам'ятний хрест
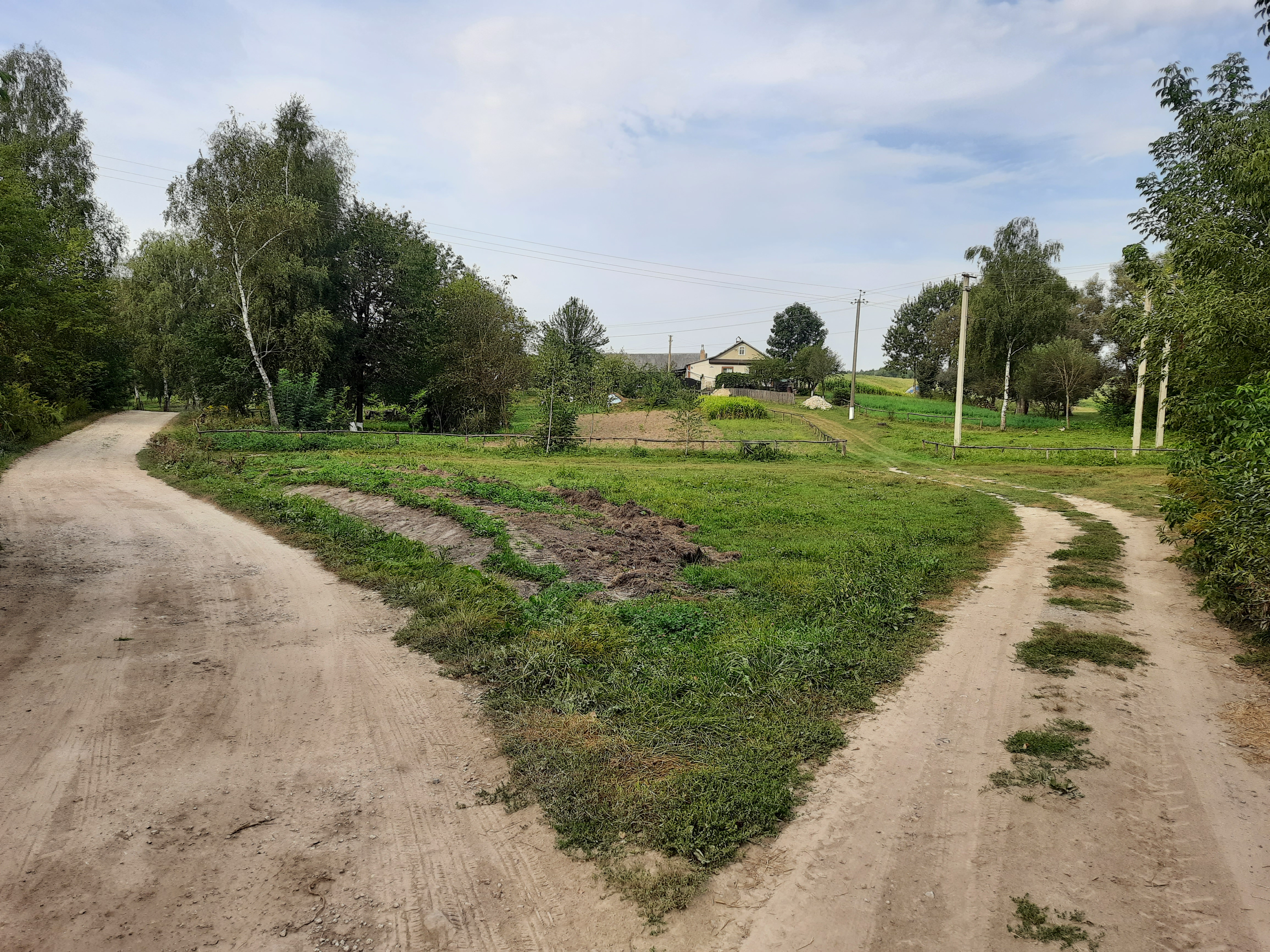
Сільський пейзаж
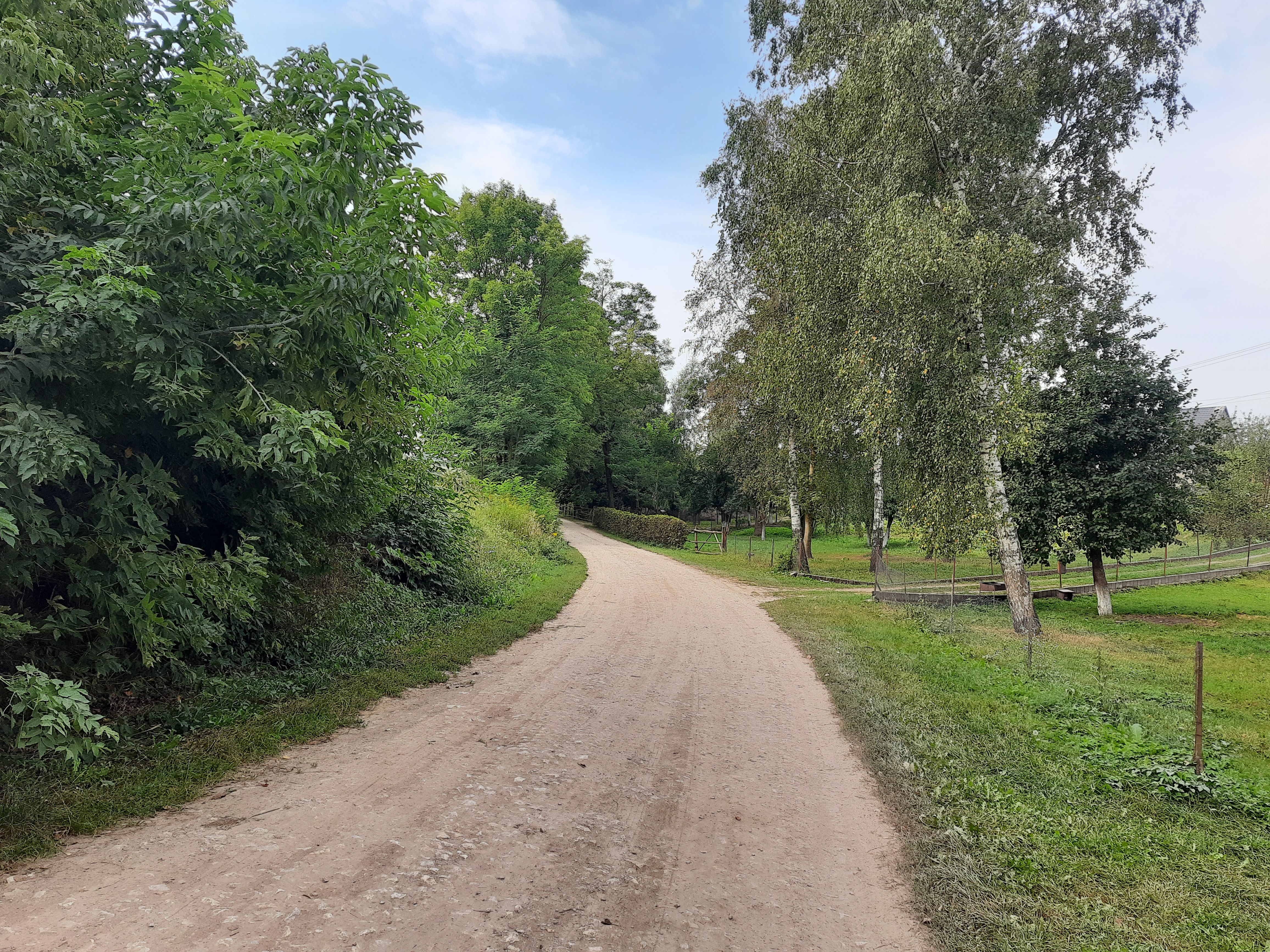
Околиця села
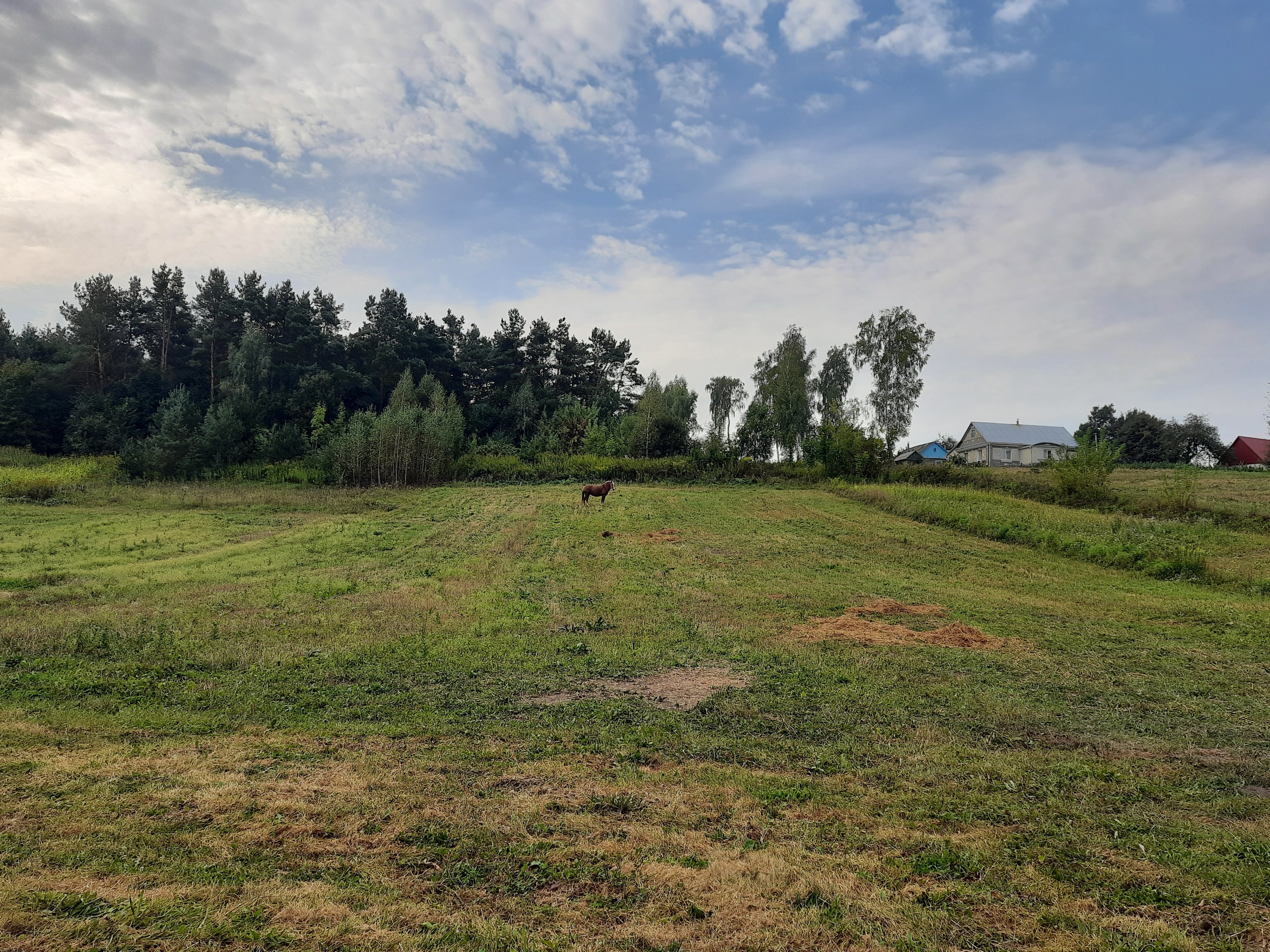
Сільський краєвид